# Kem (Karelská republika)
Kem (rusky Кемь; finsky a karelsky Vienan Kemi) je historické přístavní město u Bílého moře (poblíž ústí stejnojmenné řeky) v autonomní Karelské republice v severozápadním Rusku. Sídlí zde správa Kemského okresu. Město je jednou z hlavních stanic na Murmanské železniční magistrále a východiskem lodního spojení na ostrovy Kuzova a na Solovecké ostrovy. Žije zde 9 712 obyvatel (2023).

## Etymologie
Město vzniklo na břehu řeky Kem, od níž dostalo své jméno. Předpokládá se, že ve starověké ugrofinštině slovo kem znamenalo velkou řeku. Existuje také oblíbená turistická legenda, že název města je od urážlivé zkratky K. E.M, kterou údajně psal car Petr I. Veliký na dekretech o vyhoštění na sever.

## Historie
První doklady o Kemu pocházejí z 15. století, v roce 1450 se stal majetkem Soloveckého monastýru. V letech 1579 a 1580 provedli Finové ničivé nájezdy na Kem. Podobný ničivý nájezd byl proveden v roce 1590 Švédy. V roce 1657 na místě Kemu vznikl dvoupatrový ostroh.
Roku 1764 v rámci sekularizační reformy carevny Kateřiny II. Veliké byl zabrán církevní majetek, právě včetně Kemu, a předán státu. Kem se stal součástí Archangelské gubernie. 
Během sovětského období byl Kem podřízen Karelo-finské sovětské republice a později Karelské autonomní sovětské republice. Ve 30. letech 20. století ve městě sídlila správa trestního tábora Gulag na Soloveckých ostrovech. Později zde existovala nemocnice zajateckého tábora pro německé válečné zajatce z druhé světové války.

## Doprava
Kem leží na Murmanské železniční magistrále a má hlubinný přístav. Tato kombinace představuje perspektivu významného logistického uzlu na severní mořské cestě. Od roku 2014 existují plány na prohloubení přístavu, vybudování nových kotvišť a vybudování terminálu na překládku cca 1 milionu tun nákladu ročně. Kvůli sporům o pozemky ještě v roce 2022 nebylo započato se stavbou.

## Rodáci
- Jakov Jakovlevič Čerakin († 1768) - ruský polární mořeplavec a objevitel průlivu Matočkin Šar